# Uranothauma antinorii
Uranothauma antinorii е вид пеперуда от семейство Синевки (Lycaenidae). Видът не е застрашен от изчезване.

## Разпространение
Разпространен е в Бурунди, Демократична република Конго, Етиопия, Замбия, Зимбабве, Камерун, Кения, Малави, Мозамбик, Нигерия, Руанда, Танзания и Уганда.